# Most kolejowy między Nowym Sączem a Starym Sączem

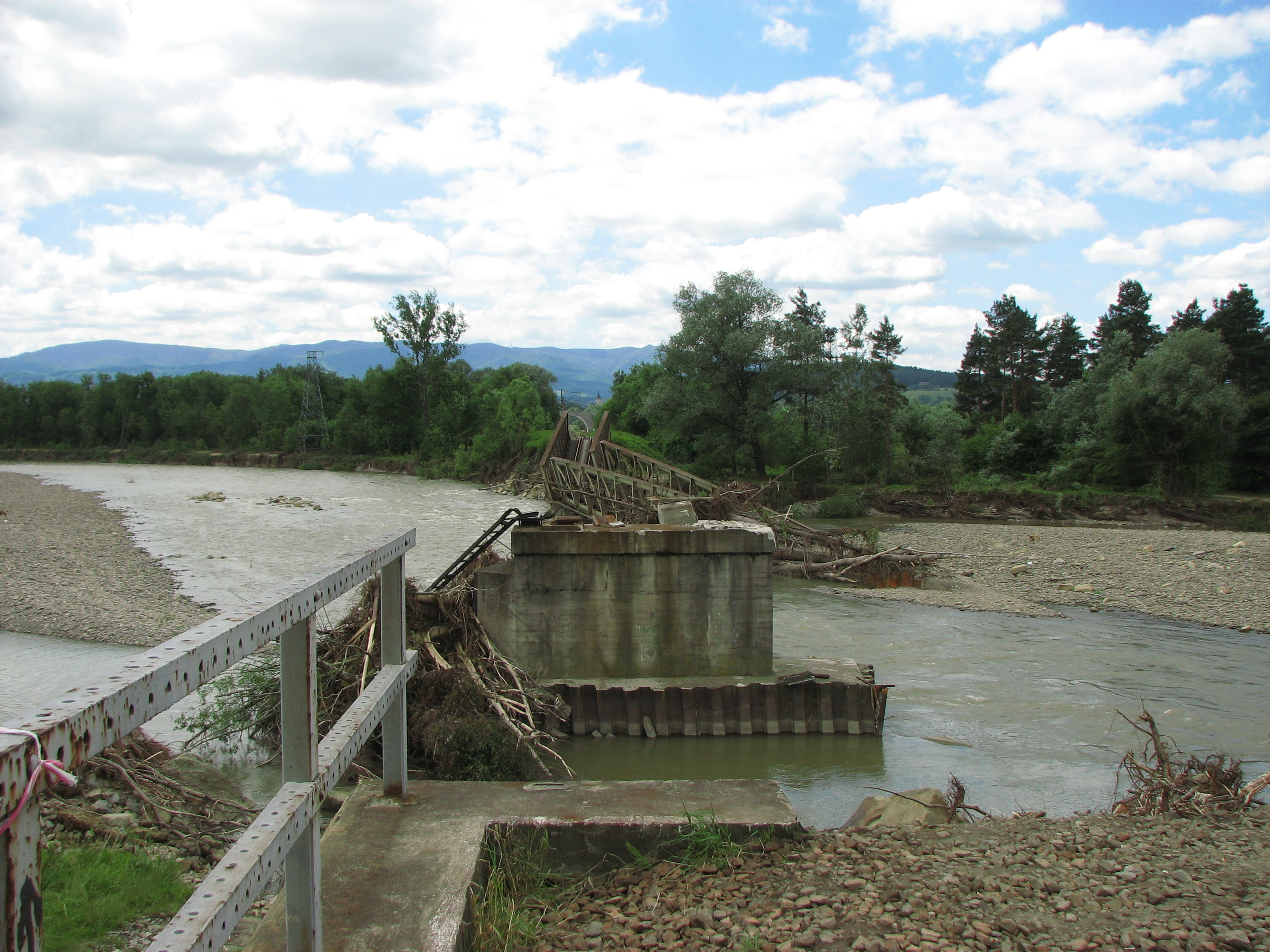
Zerwany most kolejowy między Nowym Sączem a Starym Sączem

Most kolejowy między Nowym Sączem a Starym Sączem – most kolejowy przez rzekę Poprad na linii kolejowej nr 96.
Stary most o stalowej konstrukcji kratownicowej pochodził z 1876 roku, z czasów cesarza Franciszka Józefa. Podczas powodzi 4 czerwca 2010 wezbrane wody rzeki podmyły filary istniejącego mostu i spowodowały zawalenie dwóch jego przęseł.
W wyniku tej katastrofy wszystkie miejscowości od Starego Sącza w kierunku Krynicy oraz dawnego przejścia granicznego Muszyna-Plaveč zostały odcięte od polskiej sieci kolejowej. Uruchomiono tam autobusową komunikację zastępczą, a uwięziony na stacji Muszyna tabor został przetransportowany przez Plaveč do Zwardonia.
Budowę nowego mostu w miejscu zniszczonego rozpoczęto w lipcu 2010 r.. Nowy most o większej nośności wybudowała firma specjalistyczna „Intop” z Tarnobrzega. Zakres robót budowlanych obejmował odbudowę mostu i sieci trakcyjnej, uregulowanie koryta rzeki w obrębie mostu na długości ok. 500 m oraz usunięcie zniszczonych elementów konstrukcji mostu, toru i sieci trakcyjnej. Zakończenie budowy i wznowienie ruchu kolejowego na moście PKP Polskie Linie Kolejowe planowały na 23 grudnia 2010 r., lecz data ta nie została dotrzymana z powodu nagłego nadejścia ostrej zimy. Most ostatecznie został uroczyście otwarty 15 stycznia 2011.